# Белоконь, Инна Викторовна
Инна Викторовна Белоконь (укр. Інна Вікторівна Білоконь; 27 марта 1968, Полтава, Украинская ССР, СССР) — украинская актриса. Известна благодаря исполнению роли Инны Адольфовны, «мамы Верки Сердючки». Была актрисой эстрадного театра миниатюр «Компот». Ныне — актриса театра Андрея Данилко.

## Карьера
В юности Белоконь хотела стать врачом. Она трижды неудачно поступала в медицинский университет.
Белоконь познакомилась в конце 80-х с Андреем Данилко. Она стала играть роль Инны Адольфовна, мамы Верки Сердючки, в образе которой выступал Данилко. При создании образа Белоконь вдохновлялась своей тётей из Полтавы, а также шумными продавщицами на базаре.
Актриса театра Данилко. Она также является близким другом Данилко.
Снялась в фильмах «Попелюшка», «Снежная королева», «Сорочинская ярмарка», «Приключения Верки Сердючки», «Очень новогоднее кино, или Ночь в музее».
Выступала в шоу «Маска» на канале Украина.

## Личная жизнь
Муж Олег. Есть дочь Яна, закончившая Полтавский коммерческий техникум. В 2024 Белоконь стала бабушкой.

## Фильмография
- 2002 — «Золушка» — Дафна, младшая дочь мачехи
- 2003 — «Снежная королева» — одна из северных девок
- 2004 — «Сорочинская ярмарка» — кума Цыбуля
- 2006 — «Приключения Верки Сердючки» — Инна Адольфовна, мама
- 2007 — «Очень новогоднее кино, или Ночь в музее» — призрак

## Atlas Weekend
В 2021 году на фестивале «Atlas Weekend» побеждает дуэт «Родной».